# Juha Salminen
Juha Salminen (Vantaa, 27 settembre 1976) è un pilota motociclistico finlandese ritiratosi dall'attività agonistica.

## Carriera
Nato nei pressi di Helsinki in Finlandia è uno dei piloti più rappresentativi dell'enduro mondiale. Dal 1998 il pilota KTM ha conquistato otto titoli mondiali.
Emigrato nel 2005 negli Stati Uniti ha vinto per due anni consecutivi il titolo GNCC. Rientrato in Europa nella Stagione 2007 passa alla guida della KTM 250 EXC/F e tenta di vincere il titolo mondiale nella classe E1. Juha mantiene la promessa e dopo la vittoria del titolo mondiale nella E1 cerca di nuovo la vittoria cimentandosi nella E2 in compagnia di Alex Belometti nell'anno 2008.
Nel 2009 corre per la BMW Motorrad Motorsport con una BMW G450X con cui è vice-campione nella classe E2, mentre nel 2011 ottiene un altro titolo mondiale nella classe E1, guidando una Husqvarna.
Oltre ai titoli individuali, Salminen può vantare 7 vittorie con la squadra nazionale finlandese nella Sei Giorni Internazionale di Enduro tra il 1996 e il 2011.

## Palmarès
| Mondiali enduro |                       |      |
| Oro             | Mondiale 125 2T       | 1999 |
| Oro             | Mondiale 125 2T       | 2000 |
| Oro             | Mondiale 250 2T       | 2001 |
| Oro             | Mondiale 400 4T       | 2002 |
| Oro             | Mondiale 500 4T       | 2003 |
| Oro             | Mondiale E2           | 2004 |
| Oro             | Mondiale E1           | 2007 |
| Oro             | Mondiale E1           | 2011 |
| Six Days        |                       |      |
| Oro             | SixDays Trophy Junior | 1996 |
| Oro             | SixDays Trophy Team   | 1998 |
| Oro             | SixDays Trophy Team   | 2002 |
| Oro             | SixDays Trophy Team   | 2003 |
| Oro             | SixDays Trophy Team   | 2004 |
| Oro             | SixDays Trophy Team   | 2006 |
| Oro             | SixDays Trophy Team   | 2011 |